# Bega d'Andenne
Bega, també coneguda com a Begga o Begga d'Andenne (Landen, Principat de Lieja, llavors Austràsia, 615 - Andenne, (avui a la Província de Namur - Bèlgica), 17 de desembre del 693) fou una filla de Pipí de Landen, majordom de palau d'Austràsia, i de la seva esposa Itta. En quedar vídua es va fer monja. És venerada com a santa per diverses confessions cristianes.

## Biografia
Es va casar amb Ansegisel, fill d'Arnulf de Metz, amb qui va tenir tres fills: Pipí d'Héristal, Grimó (arquebisbe de Rouen) i Clotilde o Clotilde Doda d'Heristal, que es va casar amb Teodoric III. El comte Martí i Martí de Laon ja no són considerats en l'actualitat fills seus.
La Vita Beggae, del segle xi, explica que Ansegisel fou assassinat al castell de Chèvremont (prop de Lieja) per un noble austrasià de nom Godí o Gundoí al que havia criat com un fill; no es dona la data d'aquest esdeveniment però fou posterior al 648 (una acta de les abadies de Stavelot i Malmédy l'esmenta com a viu) i anterior al 691 (quan Begga, vídua, es va retirar a Andennes), 680 (Pipí el Jove ja era un dels principals caps austrasians) o 669 (si s'identifica a l'assassí amb un Gundoí qui va esdevenir aleshores duc d'Austràsia). Aquest Gundoí podria ser parent d'Otó, majordom de palau d'Austràsia, predecessor i enemic de Grimoald. Christian Settipani veu en aquesta mort una venjança de la família d'Otó a la mort d'aquest el 643, venjança que fou possible a la mort de Khildebert l'Adoptat el 662.
Ja vídua, Begga va decidir consagrar-se a Déu; va anar a l'abadia de Nivelles, fundada per la seva mare, i el 691, amb permís de l'abadesa Agnès, va convèncer algunes monges perquè la seguissin i va fundar el monestir d'Andenne (actual província de Namur, Bèlgica), del que fou abadessa i on va morir dos anys més tard, el 17 de desembre de 693.

## Genealogia
|                                  |                                  |                                  |                                  |                                  |                                  |  |  |                                        |                                        |                                        |                                        |                                        |                                        |  |  |                           |                           |                           |                           |                           |                           |                         |                         |                                              |                                              |                                              |                                              |                                              |                                              |  |  |                                                  |                                                  |                                                  |                                                  |                                                  |                                                  |                                             |                                             |                                             |                                             |                                           |                                           |                                                 |                                                 |                                                 |                                                 |                                                 |                                                 |  |  |  |  |  |  |  |  |  |  |  |  |  |  |  |  |
| san Arnulf († 641) bisbe de Metz | san Arnulf († 641) bisbe de Metz | san Arnulf († 641) bisbe de Metz | san Arnulf († 641) bisbe de Metz | san Arnulf († 641) bisbe de Metz | san Arnulf († 641) bisbe de Metz |  |  | Doda                                   | Doda                                   | Doda                                   | Doda                                   | Doda                                   | Doda                                   |  |  |                           |                           |                           |                           |                           |                           |                         |                         |                                              |                                              |                                              |                                              |                                              |                                              |  |  | Pipí l'Antic o l'Ancià († 640) majordom de palau | Pipí l'Antic o l'Ancià († 640) majordom de palau | Pipí l'Antic o l'Ancià († 640) majordom de palau | Pipí l'Antic o l'Ancià († 640) majordom de palau | Pipí l'Antic o l'Ancià († 640) majordom de palau | Pipí l'Antic o l'Ancià († 640) majordom de palau |                                             |                                             | Ita Idoberga († 652) abadessa de Nivelles   | Ita Idoberga († 652) abadessa de Nivelles   | Ita Idoberga († 652) abadessa de Nivelles | Ita Idoberga († 652) abadessa de Nivelles | Ita Idoberga († 652) abadessa de Nivelles       | Ita Idoberga († 652) abadessa de Nivelles       |                                                 |                                                 |                                                 |                                                 |  |  |  |  |  |  |  |  |  |  |  |  |  |  |  |  |
| san Arnulf († 641) bisbe de Metz | san Arnulf († 641) bisbe de Metz | san Arnulf († 641) bisbe de Metz | san Arnulf († 641) bisbe de Metz | san Arnulf († 641) bisbe de Metz | san Arnulf († 641) bisbe de Metz |  |  | Doda                                   | Doda                                   | Doda                                   | Doda                                   | Doda                                   | Doda                                   |  |  |                           |                           |                           |                           |                           |                           |                         |                         |                                              |                                              |                                              |                                              |                                              |                                              |  |  | Pipí l'Antic o l'Ancià († 640) majordom de palau | Pipí l'Antic o l'Ancià († 640) majordom de palau | Pipí l'Antic o l'Ancià († 640) majordom de palau | Pipí l'Antic o l'Ancià († 640) majordom de palau | Pipí l'Antic o l'Ancià († 640) majordom de palau | Pipí l'Antic o l'Ancià († 640) majordom de palau |                                             |                                             | Ita Idoberga († 652) abadessa de Nivelles   | Ita Idoberga († 652) abadessa de Nivelles   | Ita Idoberga († 652) abadessa de Nivelles | Ita Idoberga († 652) abadessa de Nivelles | Ita Idoberga († 652) abadessa de Nivelles       | Ita Idoberga († 652) abadessa de Nivelles       |                                                 |                                                 |                                                 |                                                 |  |  |  |  |  |  |  |  |  |  |  |  |  |  |  |  |
|                                  |                                  |                                  |                                  |                                  |                                  |  |  |                                        |                                        |                                        |                                        |                                        |                                        |  |  |                           |                           |                           |                           |                           |                           |                         |                         |                                              |                                              |                                              |                                              |                                              |                                              |  |  |                                                  |                                                  |                                                  |                                                  |                                                  |                                                  |                                             |                                             |                                             |                                             |                                           |                                           |                                                 |                                                 |                                                 |                                                 |                                                 |                                                 |  |  |  |  |  |  |  |  |  |  |  |  |  |  |  |  |
|                                  |                                  |                                  |                                  |                                  |                                  |  |  |                                        |                                        |                                        |                                        |                                        |                                        |  |  |                           |                           |                           |                           |                           |                           |                         |                         |                                              |                                              |                                              |                                              |                                              |                                              |  |  |                                                  |                                                  |                                                  |                                                  |                                                  |                                                  |                                             |                                             |                                             |                                             |                                           |                                           |                                                 |                                                 |                                                 |                                                 |                                                 |                                                 |  |  |  |  |  |  |  |  |  |  |  |  |  |  |  |  |
| Clodulf († 697) bisbe de Metz    | Clodulf († 697) bisbe de Metz    | Clodulf († 697) bisbe de Metz    | Clodulf († 697) bisbe de Metz    | Clodulf († 697) bisbe de Metz    | Clodulf († 697) bisbe de Metz    |  |  | Ansegisel († 662) domèstic             | Ansegisel († 662) domèstic             | Ansegisel († 662) domèstic             | Ansegisel († 662) domèstic             | Ansegisel († 662) domèstic             | Ansegisel († 662) domèstic             |  |  |                           |                           |                           |                           | Begga d'Andenne († 693)   | Begga d'Andenne († 693)   | Begga d'Andenne († 693) | Begga d'Andenne († 693) | Begga d'Andenne († 693)                      | Begga d'Andenne († 693)                      |                                              |                                              |                                              |                                              |  |  |                                                  |                                                  |                                                  |                                                  | Grimoald (vers 615 † 657) majordom de palau      | Grimoald (vers 615 † 657) majordom de palau      | Grimoald (vers 615 † 657) majordom de palau | Grimoald (vers 615 † 657) majordom de palau | Grimoald (vers 615 † 657) majordom de palau | Grimoald (vers 615 † 657) majordom de palau |                                           |                                           | Gertrudis (vers 625 † 659) abadessa de Nivelles | Gertrudis (vers 625 † 659) abadessa de Nivelles | Gertrudis (vers 625 † 659) abadessa de Nivelles | Gertrudis (vers 625 † 659) abadessa de Nivelles | Gertrudis (vers 625 † 659) abadessa de Nivelles | Gertrudis (vers 625 † 659) abadessa de Nivelles |  |  |  |  |  |  |  |  |  |  |  |  |  |  |  |  |
| Clodulf († 697) bisbe de Metz    | Clodulf († 697) bisbe de Metz    | Clodulf († 697) bisbe de Metz    | Clodulf († 697) bisbe de Metz    | Clodulf († 697) bisbe de Metz    | Clodulf († 697) bisbe de Metz    |  |  | Ansegisel († 662) domèstic             | Ansegisel († 662) domèstic             | Ansegisel († 662) domèstic             | Ansegisel († 662) domèstic             | Ansegisel († 662) domèstic             | Ansegisel († 662) domèstic             |  |  |                           |                           |                           |                           | Begga d'Andenne († 693)   | Begga d'Andenne († 693)   | Begga d'Andenne († 693) | Begga d'Andenne († 693) | Begga d'Andenne († 693)                      | Begga d'Andenne († 693)                      |                                              |                                              |                                              |                                              |  |  |                                                  |                                                  |                                                  |                                                  | Grimoald (vers 615 † 657) majordom de palau      | Grimoald (vers 615 † 657) majordom de palau      | Grimoald (vers 615 † 657) majordom de palau | Grimoald (vers 615 † 657) majordom de palau | Grimoald (vers 615 † 657) majordom de palau | Grimoald (vers 615 † 657) majordom de palau |                                           |                                           | Gertrudis (vers 625 † 659) abadessa de Nivelles | Gertrudis (vers 625 † 659) abadessa de Nivelles | Gertrudis (vers 625 † 659) abadessa de Nivelles | Gertrudis (vers 625 † 659) abadessa de Nivelles | Gertrudis (vers 625 † 659) abadessa de Nivelles | Gertrudis (vers 625 † 659) abadessa de Nivelles |  |  |  |  |  |  |  |  |  |  |  |  |  |  |  |  |
|                                  |                                  |                                  |                                  |                                  |                                  |  |  |                                        |                                        |                                        |                                        |                                        |                                        |  |  |                           |                           |                           |                           |                           |                           |                         |                         |                                              |                                              |                                              |                                              |                                              |                                              |  |  |                                                  |                                                  |                                                  |                                                  |                                                  |                                                  |                                             |                                             |                                             |                                             |                                           |                                           |                                                 |                                                 |                                                 |                                                 |                                                 |                                                 |  |  |  |  |  |  |  |  |  |  |  |  |  |  |  |  |
|                                  |                                  |                                  |                                  |                                  |                                  |  |  |                                        |                                        |                                        |                                        |                                        |                                        |  |  |                           |                           |                           |                           |                           |                           |                         |                         |                                              |                                              |                                              |                                              |                                              |                                              |  |  |                                                  |                                                  |                                                  |                                                  |                                                  |                                                  |                                             |                                             |                                             |                                             |                                           |                                           |                                                 |                                                 |                                                 |                                                 |                                                 |                                                 |  |  |  |  |  |  |  |  |  |  |  |  |  |  |  |  |
|                                  |                                  |                                  |                                  |                                  |                                  |  |  | Pipí el Jove († 714) majordom de palau | Pipí el Jove († 714) majordom de palau | Pipí el Jove († 714) majordom de palau | Pipí el Jove († 714) majordom de palau | Pipí el Jove († 714) majordom de palau | Pipí el Jove († 714) majordom de palau |  |  | Grimó arquebisbe de Rouen | Grimó arquebisbe de Rouen | Grimó arquebisbe de Rouen | Grimó arquebisbe de Rouen | Grimó arquebisbe de Rouen | Grimó arquebisbe de Rouen |                         |                         | Clotilde Doda x Teodoric III rei dels Francs | Clotilde Doda x Teodoric III rei dels Francs | Clotilde Doda x Teodoric III rei dels Francs | Clotilde Doda x Teodoric III rei dels Francs | Clotilde Doda x Teodoric III rei dels Francs | Clotilde Doda x Teodoric III rei dels Francs |  |  | Khildebert l'Adoptat († 662) rei d'Austràsia     | Khildebert l'Adoptat († 662) rei d'Austràsia     | Khildebert l'Adoptat († 662) rei d'Austràsia     | Khildebert l'Adoptat († 662) rei d'Austràsia     | Khildebert l'Adoptat († 662) rei d'Austràsia     | Khildebert l'Adoptat († 662) rei d'Austràsia     |                                             |                                             | Vulfetruda († 669) abadessa de Nivelles     | Vulfetruda († 669) abadessa de Nivelles     | Vulfetruda († 669) abadessa de Nivelles   | Vulfetruda († 669) abadessa de Nivelles   | Vulfetruda († 669) abadessa de Nivelles         | Vulfetruda († 669) abadessa de Nivelles         |                                                 |                                                 |                                                 |                                                 |  |  |  |  |  |  |  |  |  |  |  |  |  |  |  |  |
|                                  |                                  |                                  |                                  |                                  |                                  |  |  | Pipí el Jove († 714) majordom de palau | Pipí el Jove († 714) majordom de palau | Pipí el Jove († 714) majordom de palau | Pipí el Jove († 714) majordom de palau | Pipí el Jove († 714) majordom de palau | Pipí el Jove († 714) majordom de palau |  |  | Grimó arquebisbe de Rouen | Grimó arquebisbe de Rouen | Grimó arquebisbe de Rouen | Grimó arquebisbe de Rouen | Grimó arquebisbe de Rouen | Grimó arquebisbe de Rouen |                         |                         | Clotilde Doda x Teodoric III rei dels Francs | Clotilde Doda x Teodoric III rei dels Francs | Clotilde Doda x Teodoric III rei dels Francs | Clotilde Doda x Teodoric III rei dels Francs | Clotilde Doda x Teodoric III rei dels Francs | Clotilde Doda x Teodoric III rei dels Francs |  |  | Khildebert l'Adoptat († 662) rei d'Austràsia     | Khildebert l'Adoptat († 662) rei d'Austràsia     | Khildebert l'Adoptat († 662) rei d'Austràsia     | Khildebert l'Adoptat († 662) rei d'Austràsia     | Khildebert l'Adoptat († 662) rei d'Austràsia     | Khildebert l'Adoptat († 662) rei d'Austràsia     |                                             |                                             | Vulfetruda († 669) abadessa de Nivelles     | Vulfetruda († 669) abadessa de Nivelles     | Vulfetruda († 669) abadessa de Nivelles   | Vulfetruda († 669) abadessa de Nivelles   | Vulfetruda († 669) abadessa de Nivelles         | Vulfetruda († 669) abadessa de Nivelles         |                                                 |                                                 |                                                 |                                                 |  |  |  |  |  |  |  |  |  |  |  |  |  |  |  |  |
|                                  |                                  |                                  |                                  |                                  |                                  |  |  |                                        |                                        |                                        |                                        |                                        |                                        |  |  |                           |                           |                           |                           |                           |                           |                         |                         |                                              |                                              |                                              |                                              |                                              |                                              |  |  |                                                  |                                                  |                                                  |                                                  |                                                  |                                                  |                                             |                                             |                                             |                                             |                                           |                                           |                                                 |                                                 |                                                 |                                                 |                                                 |                                                 |  |  |  |  |  |  |  |  |  |  |  |  |  |  |  |  |
|                                  |                                  |                                  |                                  |                                  |                                  |  |  |                                        |                                        |                                        |                                        |                                        |                                        |  |  |                           |                           |                           |                           |                           |                           |                         |                         |                                              |                                              |                                              |                                              |                                              |                                              |  |  |                                                  |                                                  |                                                  |                                                  |                                                  |                                                  |                                             |                                             |                                             |                                             |                                           |                                           |                                                 |                                                 |                                                 |                                                 |                                                 |                                                 |  |  |  |  |  |  |  |  |  |  |  |  |  |  |  |  |
|                                  |                                  |                                  |                                  |                                  |                                  |  |  | Carles Martell                         | Carles Martell                         | Carles Martell                         | Carles Martell                         | Carles Martell                         | Carles Martell                         |  |  | Berta de Prüm             | Berta de Prüm             | Berta de Prüm             | Berta de Prüm             | Berta de Prüm             | Berta de Prüm             |                         |                         | Clodoveu IV                                  | Clodoveu IV                                  | Clodoveu IV                                  | Clodoveu IV                                  | Clodoveu IV                                  | Clodoveu IV                                  |  |  | Khildebert IV                                    | Khildebert IV                                    | Khildebert IV                                    | Khildebert IV                                    | Khildebert IV                                    | Khildebert IV                                    |                                             |                                             | Clotari IV                                  | Clotari IV                                  | Clotari IV                                | Clotari IV                                | Clotari IV                                      | Clotari IV                                      |                                                 |                                                 |                                                 |                                                 |  |  |  |  |  |  |  |  |  |  |  |  |  |  |  |  |
|                                  |                                  |                                  |                                  |                                  |                                  |  |  | Carles Martell                         | Carles Martell                         | Carles Martell                         | Carles Martell                         | Carles Martell                         | Carles Martell                         |  |  | Berta de Prüm             | Berta de Prüm             | Berta de Prüm             | Berta de Prüm             | Berta de Prüm             | Berta de Prüm             |                         |                         | Clodoveu IV                                  | Clodoveu IV                                  | Clodoveu IV                                  | Clodoveu IV                                  | Clodoveu IV                                  | Clodoveu IV                                  |  |  | Khildebert IV                                    | Khildebert IV                                    | Khildebert IV                                    | Khildebert IV                                    | Khildebert IV                                    | Khildebert IV                                    |                                             |                                             | Clotari IV                                  | Clotari IV                                  | Clotari IV                                | Clotari IV                                | Clotari IV                                      | Clotari IV                                      |                                                 |                                                 |                                                 |                                                 |  |  |  |  |  |  |  |  |  |  |  |  |  |  |  |  |
|                                  |                                  |                                  |                                  |                                  |                                  |  |  |                                        |                                        |                                        |                                        |                                        |                                        |  |  | Caribert de Laon          |                           |                           |                           |                           |                           |                         |                         |                                              |                                              |                                              |                                              |                                              |                                              |  |  |                                                  |                                                  |                                                  |                                                  |                                                  |                                                  |                                             |                                             |                                             |                                             |                                           |                                           |                                                 |                                                 |                                                 |                                                 |                                                 |                                                 |  |  |  |  |  |  |  |  |  |  |  |  |  |  |  |  |
|                                  |                                  |                                  |                                  |                                  |                                  |  |  |                                        |                                        |                                        |                                        |                                        |                                        |  |  |                           |                           |                           |                           |                           |                           |                         |                         |                                              |                                              |                                              |                                              |                                              |                                              |  |  |                                                  |                                                  |                                                  |                                                  |                                                  |                                                  |                                             |                                             |                                             |                                             |                                           |                                           |                                                 |                                                 |                                                 |                                                 |                                                 |                                                 |  |  |  |  |  |  |  |  |  |  |  |  |  |  |  |  |
|                                  |                                  |                                  |                                  |                                  |                                  |  |  | Pipí el Breu                           | Pipí el Breu                           | Pipí el Breu                           | Pipí el Breu                           | Pipí el Breu                           | Pipí el Breu                           |  |  | Berta de Laon             | Berta de Laon             | Berta de Laon             | Berta de Laon             | Berta de Laon             | Berta de Laon             |                         |                         |                                              |                                              |                                              |                                              |                                              |                                              |  |  |                                                  |                                                  |                                                  |                                                  |                                                  |                                                  |                                             |                                             |                                             |                                             |                                           |                                           |                                                 |                                                 |                                                 |                                                 |                                                 |                                                 |  |  |  |  |  |  |  |  |  |  |  |  |  |  |  |  |
|                                  |                                  |                                  |                                  |                                  |                                  |  |  | Pipí el Breu                           | Pipí el Breu                           | Pipí el Breu                           | Pipí el Breu                           | Pipí el Breu                           | Pipí el Breu                           |  |  | Berta de Laon             | Berta de Laon             | Berta de Laon             | Berta de Laon             | Berta de Laon             | Berta de Laon             |                         |                         |                                              |                                              |                                              |                                              |                                              |                                              |  |  |                                                  |                                                  |                                                  |                                                  |                                                  |                                                  |                                             |                                             |                                             |                                             |                                           |                                           |                                                 |                                                 |                                                 |                                                 |                                                 |                                                 |  |  |  |  |  |  |  |  |  |  |  |  |  |  |  |  |
|                                  |                                  |                                  |                                  |                                  |                                  |  |  |                                        |                                        |                                        |                                        |                                        |                                        |  |  |                           |                           |                           |                           |                           |                           |                         |                         |                                              |                                              |                                              |                                              |                                              |                                              |  |  |                                                  |                                                  |                                                  |                                                  |                                                  |                                                  |                                             |                                             |                                             |                                             |                                           |                                           |                                                 |                                                 |                                                 |                                                 |                                                 |                                                 |  |  |  |  |  |  |  |  |  |  |  |  |  |  |  |  |
|                                  |                                  |                                  |                                  |                                  |                                  |  |  |                                        |                                        |                                        |                                        | Carlemany                              |                                        |  |  |                           |                           |                           |                           |                           |                           |                         |                         |                                              |                                              |                                              |                                              |                                              |                                              |  |  |                                                  |                                                  |                                                  |                                                  |                                                  |                                                  |                                             |                                             |                                             |                                             |                                           |                                           |                                                 |                                                 |                                                 |                                                 |                                                 |                                                 |  |  |  |  |  |  |  |  |  |  |  |  |  |  |  |  |

## Veneració
Hi fou sebollida i amb el temps el convent va ser anomenat en honor seu com a Col·legiata de Santa Begga. És la patrona de la vila i la seva festa és el 7 de juliol (dia del trasllat de les relíquies) i el 17 de desembre (dia de la seva mort). Hi ha qui pensa que les comunitats de beguines tenen el seu origen i nom en Santa Begga, i l'església de Lier (Bèlgica) té una estàtua seva amb la inscripció: Santa Begga, la nostra fundadora

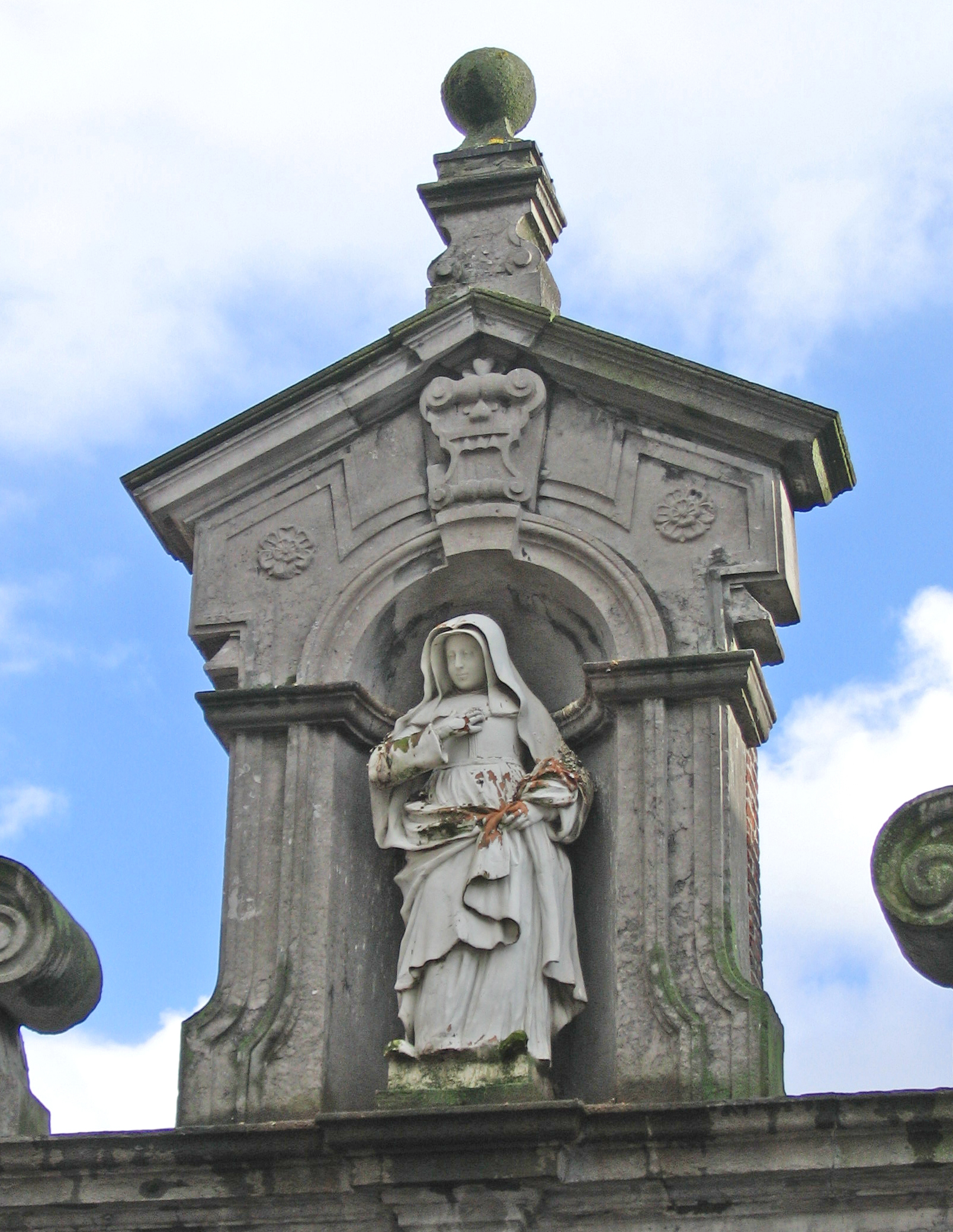
Escultura al beguinatge de Lier
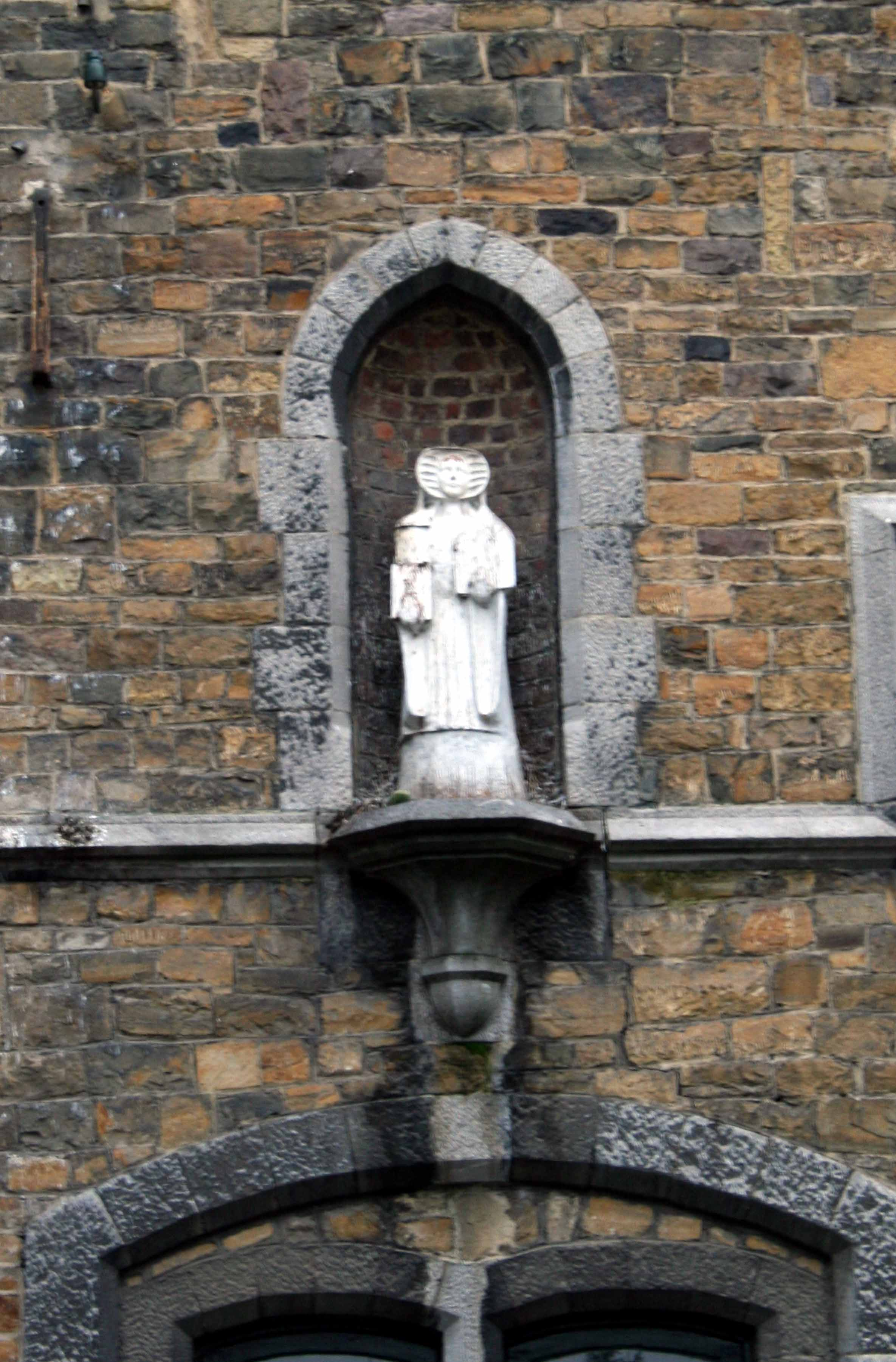
Escultura a Andenne
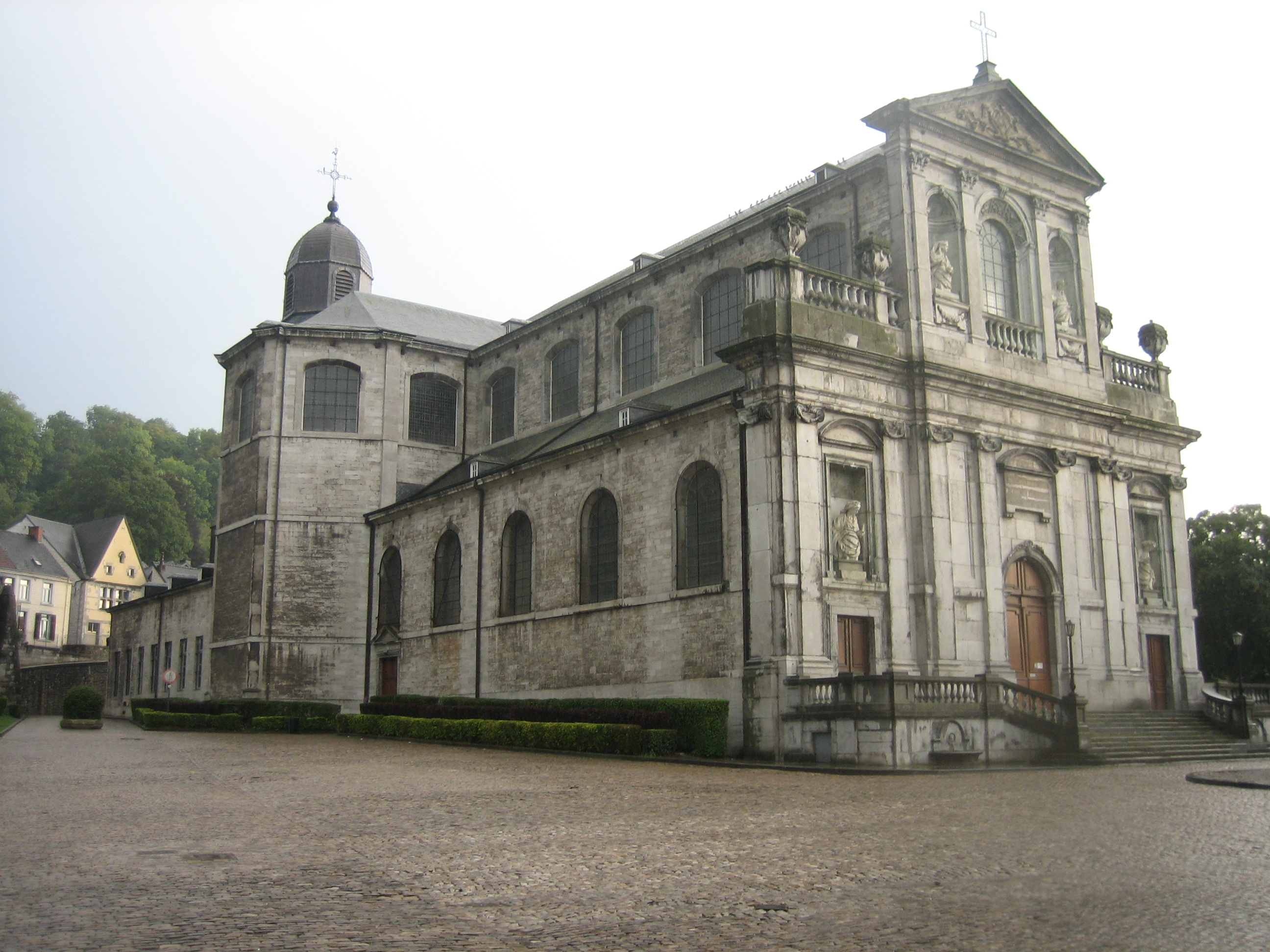
Col·legiata de Santa Begga (Andenne)